# Emberibb Parkolásért Mozgalom
Az Emberibb Parkolásért Mozgalom egy olyan magánszemélyek által létrehozott szervezet, amelynek tagjai nem tudják életvitelük miatt nélkülözni a gépkocsi használatát, emiatt nap mint nap tapasztalják a fizetős parkolás visszásságait.
Véleményük szerint a parkolási rendszer jelen állapotában nem a lakosság érdekeit szolgálja. A parkolási díjat csak egy rendszer részeként lehet bevezetni, ami P+R parkolókat, megfelelő közösségi közlekedést, fizetési területen kívül elérhető szolgáltatások (bíróságok, kórházak).
Lakóövezetek parkolóhelyeinek fizetővé nyilvánítását nem tartják elfogadhatónak.
Véleményük szerint a parkolótársaságok semmibe veszik az autósoknak az ártatlanság vélelméhez  fűződő jogait.
Elfogadhatatlan, hogy a befolyt parkolási díjak illetve azok felhasználásáról nem lelhetőek fel nyilvános adatok.
A dugódíj bevezetését megfelelő előkészítés (P+R Parkolók BKV megerősítése) után tartják elfogadhatónak
Véleményük szerint az önkormányzatok a P+R parkolókat, úthálózat fejlesztést elhanyagolva a törvényeket figyelmen kívül hagyva alkotnak rendeleteket a fizetős parkolásról

Közleményük szerint:
"A fizető parkolás elmúlt évtizedei alatt nem szolgálta a parkolási gondok megoldását, a forgalom szabályozását, a közösségi közlekedést, sem a környezetvédelmet! Viszont igen magas szintre emelte a korrupciót, a társadalmi felháborodást.
Tevékenységük során a kerékpáros szervezetekkel többször kerültek nézeteltérésbe.